# Alexa Ilacad
Alexa Ilacad (26 de febrero del 2000) es una actriz y cantante filipina. Ella ha participado para varios cortes publicitarios y programas de televisión difundida por la red ABS-CBN. También trabajó en un programa de comedia infantil, llamado  "Goin Bulilit" en 2013, después de haber trabajado durante casi 5 años en dicho programa.

## Shows televisivo y filmografía
| Año       | Producción                           | Personaje                                          |
| --------- | ------------------------------------ | -------------------------------------------------- |
| 2008–2013 | Goin' Bulilit (TV series)            | Herself                                            |
| 2009      | May Bukas Pa                         | Michelle                                           |
| 2009      | Komiks Presents:Nasaan Ka Maruja?    | Young Maruja Isabella Sevilla/Cristy Mondes Rivera |
| 2011      | Goin' Bulilit Presents: In My Dreams | Maan                                               |
| 2011      | Nasaan Ka Elisa?                     | Ella Altamira                                      |
| 2012      | Maalaala Mo Kaya: Tinapay            | Flor's Daughter                                    |
| 2012      | A Beautiful Affair                   | Young Gen Saavedra                                 |
| 2013      | Umagang kay Ganda                    | Herself                                            |
| 2013      | Luv U                                | Lexie Domingo                                      |
| 2013      | Maalaala Mo Kaya: Krus               | Young Diana                                        |
| 2013      | Maalaala Mo Kaya : Tirintas          | Jane                                               |
| 2013      | Banana Split                         | Herself                                            |
| 2013      | Showtime                             | Herself                                            |
| 2013      | Toda Max                             | Jhing Jhing                                        |
| 2013      |                                      |                                                    |
| 2013      | Mutya Ng Masa                        | Herself                                            |
| 2014      | Wansapanataym: "Enchanted House"     | Alice Agustín                                      |